# 170 (عدد)
170 هو عدد صحيح. طبيعي بين 169 و171

## في الرياضيات

### خصائص
- 170عدد زوجي
- 170عدد ناقص